# كريستيان رينيه مارتينيز
كريستيان رينيه مارتينيز (بالإسبانية: Christian René Martínez) (16 مايو 1977 بسيوداد ديل استي في باراغواي - ) هو مدرب كرة قدم ولاعب كرة قدم باراغواياني في مركز الدفاع. لعب مع برسيب باندونغ وسبورتيفو لوكوينو وDeltras F.C. ‏ ونادي 3 فبراير وMadiun Putra F.C. ‏ وPPSM Magelang ‏ وPSIR Rembang ‏.

## وصلات خارجية
- كريستيان رينيه مارتينيز على موقع Soccerway.com (الإنجليزية)